# Starý mlýn (Zubrnice)
Starý mlýn v Zubrnicích v okrese Ústí nad Labem je vodní mlýn, který stojí na Lučním potoce. Je chráněn jako nemovitá kulturní památka České republiky.

## Historie
Mlýn pochází z poloviny 17. století, mladší úpravy jsou z 18. a 19. století. Koncem 19. století byl jeho provoz zastaven.

## Popis
Mlýn patří do souboru tří mlýnů spojených jedním náhonem. Stavba obdélného půdorysu se sedlovou střechou je z jedné třetiny roubená s podstávkovou a ze dvou třetin zděná. Sedlová střecha je krytá pálenou taškou bobrovkou. Na jihovýchodní štítovou zeď zděnou z pískovcových štuků navazuje lednice. Zbylé strany jsou zděny v kombinaci pískovcových kvádrů, lomového čediče a trachytu kladeného na své nejdelší straně do vápenné malty.
Voda na vodní kolo vedla náhonem, vedeným středem mezi dvěma potoky (ještě před jejich soutokem) do akumulační nádržky; náhon i nádržka zanikly. Dochovaly se dva pískovcové mlecí kameny.